# 醒悟
醒悟（Anagnorisis，/ˌænəɡˈnɒrɪsɪs/；古希臘語：（認識到））或發現（Discovery）是戲劇等作品中的緊要關頭，角色出現重大發現，而闡述過去沒有說明的事件或情況。Anagnorisis在希臘語文裡本來指回想，包含當事人本身及該者所代表的意涵。在亞里士多德詩學，Anagnorisis是主人公猛然覺悟到所處事件的真實情況，而最後主人公洞察與角色的關係（通常為敵方（antagonist））。

## 悲劇
在亞里士多德詩學中關於轉折（peripeteia）的討論，他定義anagnorisis是「將愚昧化為知識的轉變，產生出多人之間註定好的愛或恨，由詩人所造弄」。其經常與亞里士多德的淨化（catharsis）概念一起討論。

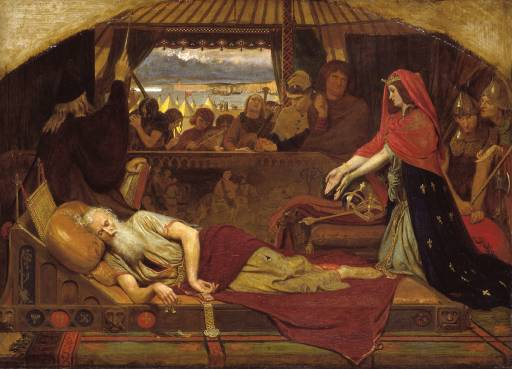
〈李爾王和科黛拉〉福特·馬多克斯·布朗繪：李爾王被大女兒驅逐，由小女兒援救，領悟了她們的本性。

亞里士多德對悲劇的定義是，悲劇主角發現某人的真正身分或本性（例如莎士比亞《李爾王》的科黛拉、埃德加、埃德蒙等人），或其他人的真正身分或本質（例如李爾王的小孩、格洛斯特的小孩）。
亞里士多德是第一個討論anagnorisis用途的作家，與由它引起的轉折。他認為這是一個優秀悲劇的標誌，伊底帕斯（Oedipus）在無知之下弒父並娶了他的母親，後來才得知真相，或是在陶里斯的伊菲革涅亚（Iphigeneia in Tauris）及時了解她所要犧牲的陌生人其實是自己的哥哥和他的朋友，從此不再犧牲他們。亞里士多德認為這些複雜的情節優於沒有anagnorisis或peripeteia的簡單情節，如美狄亞決心殺了她的孩子，在知道他們是她孩子的情形下，並且這麼做。
悲劇中anagnorisis的另一個著名例子是在埃斯库罗斯的《奠酒人》（The Libation Bearers），厄勒克特拉（Electra）在父親阿伽門農（Agamemnon）的墳前承認哥哥奧瑞斯特斯（Orestes），在他從流亡返回阿爾戈斯之後，阿伽門農被他們的母親克呂泰涅斯特拉（Clytemnestra）親手謀殺。厄勒克特拉以三個證據說服自己奧瑞斯特斯就是她的哥哥：墳墓上奧瑞斯特斯的一綹頭髮、他在墳墓旁的腳印、和一塊她親手繡的織布。腳印與頭髮和厄勒克特拉的完全相同。厄勒克特拉意識到她哥哥的存在，他可以幫助自己為父親的死報仇。